# Komisja Łączności z Polakami za Granicą

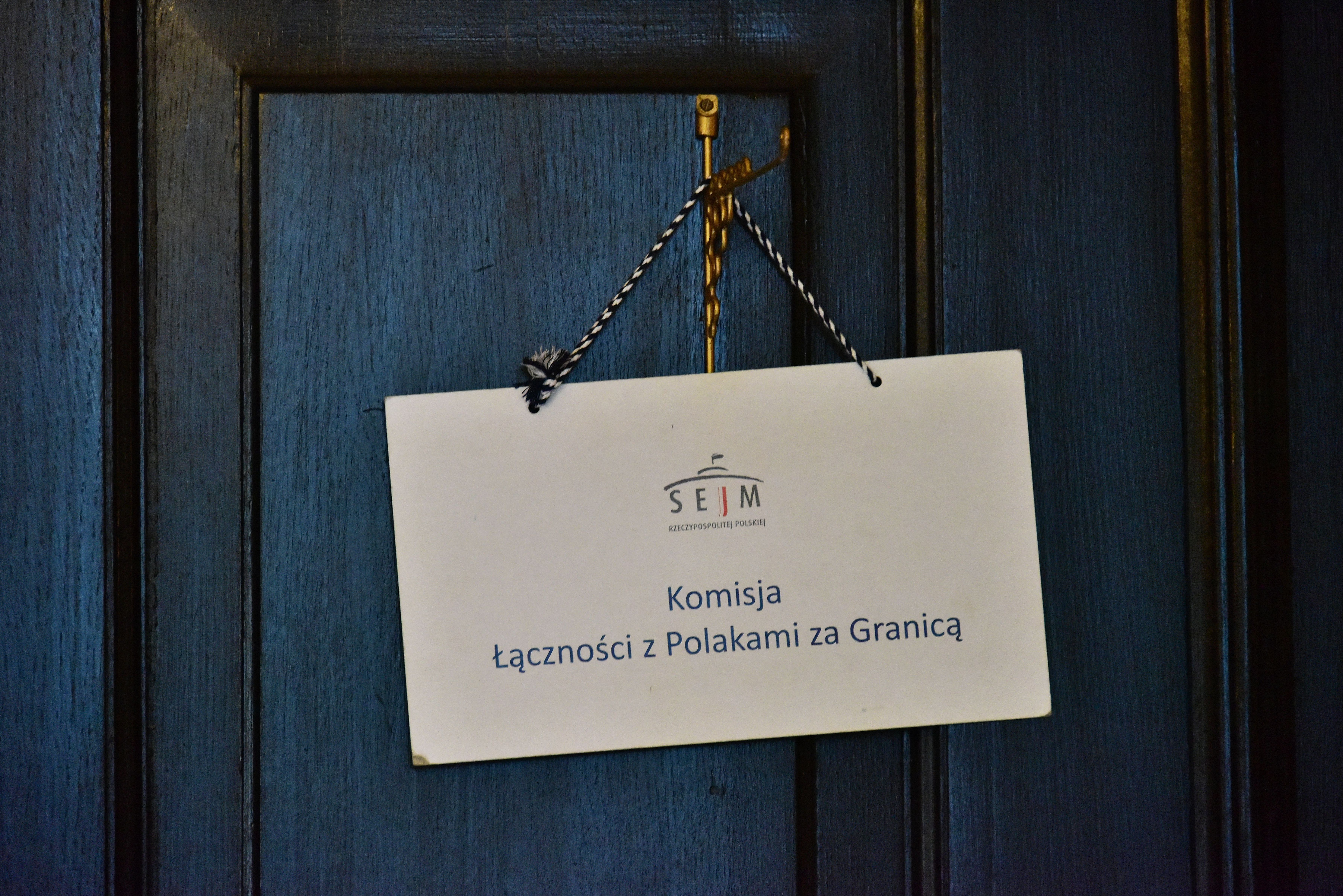
Informacja o trwającym posiedzeniu Komisji Łączności z Polakami za Granicą

Komisja Łączności z Polakami za Granicą (skrót: LPG) – stała komisja sejmowa, do której należą sprawy więzi z krajem Polaków i osób pochodzenia polskiego zamieszkałych za granicą na stałe lub czasowo.
Komisja działa na podstawie uchwały Sejmu Rzeczypospolitej Polskiej z dnia 30 lipca 1992 r. Regulamin Sejmu Rzeczypospolitej Polskiej – art. 18 ust. 1 pkt 12 i pkt 12 załącznika do uchwały (M.P. z 2021 r. poz. 483). LPG jest zaliczana do komisji dużych.

## Komisja wSejmie X kadencji

### Prezydium
- Zbigniew Konwiński (KO) – przewodniczący,
- Jan Dziedziczak (PiS) – zastępca przewodniczącego,
- Marek Rząsa (KO) – zastępca przewodniczącego,
- Jarosław Rzepa (PSL-TD) – zastępca przewodniczącego,
- Andrzej Zapałowski (Konfederacja) – zastępca przewodniczącego.

### Podkomisje
- Podkomisja stała do spraw kształcenia Polaków mieszkających za granicą (LPG01S)[2]
  - przewodnicząca – Kinga Gajewska (KO)
- Podkomisja stała do spraw promocji polskiej kultury za granicą (LPG02S)[3]
  - przewodnicząca – Barbara Okuła (PL2050-TD)

## Prezydium wSejmie IX kadencji
- Robert Tyszkiewicz (KO) – przewodniczący,
- Tadeusz Aziewicz (KO) – zastępca przewodniczącego,
- Lidia Burzyńska (PiS) – zastępca przewodniczącego,
- Leonard Krasulski (PiS) – zastępca przewodniczącego,
- Marek Kuchciński (PiS) – zastępca przewodniczącego,
- Jarosław Rzepa (PSL-Kukiz15) – zastępca przewodniczącego[4].

## Prezydium wSejmie VIII kadencji
- Lidia Burzyńska (PiS) – przewodnicząca
- Leonard Krasulski (PiS) – zastępca przewodniczącego
- Wojciech Ziemniak (PO-KO) – zastępca przewodniczącego
- Piotr Pyzik (PiS)  – zastępca przewodniczącego[5]

## Prezydium wSejmie VII kadencji
- Adam Lipiński (PiS) – przewodniczący
- Joanna Fabisiak (PO) – zastępca przewodniczącego
- Franciszek Stefaniuk (PSL) – zastępca przewodniczącego
- Wojciech Ziemniak (PO) – zastępca przewodniczącego[6]

## Prezydium wSejmie VI kadencji
- Marek Borowski (SDPL) – przewodniczący
- Joanna Fabisiak (PO) – zastępca przewodniczącego
- Adam Lipiński (PiS) – zastępca przewodniczącego
- Franciszek Stefaniuk (PSL) – zastępca przewodniczącego[7]

## Prezydium wSejmie V kadencji
- Stanisław Zadora (LPR) – przewodniczący
- Piotr Krzywicki (PiS) – zastępca przewodniczącego
- Elżbieta Łukacijewska (PO) – zastępca przewodniczącego
- Franciszek Stefaniuk (PSL) – zastępca przewodniczącego[8]

## Prezydium wSejmie IV kadencji
- Roman Giertych (LPR) – przewodniczący
- Grzegorz Dolniak (PO) – zastępca przewodniczącego
- Antoni Kobielusz (SDPL) – zastępca przewodniczącego
- Franciszek Stefaniuk (PSL) – zastępca przewodniczącego[9]

## Prezydium wSejmie III kadencji
- Ryszard Czarnecki (AWS) – przewodniczący
- Wit Majewski (SLD) – zastępca przewodniczącego
- Elżbieta Radziszewska (Niez) – zastępca przewodniczącego[10]

## Prezydium wSejmie II kadencji
- Leszek Moczulski (KPN) – przewodniczący
- Wit Majewski (SLD) – zastępca przewodniczącego
- Mirosław Pawlak (PSL) – zastępca przewodniczącego[11]

## Prezydium wSejmie I kadencji
- Sławomir Siwek (PC) – przewodniczący
- Marian Piłka (ZChN) – zastępca przewodniczącego
- Paweł Łączkowski (PCD) – zastępca przewodniczącego
- Tadeusz Bień (Niez) – zastępca przewodniczącego[12]

## Prezydium wSejmie X kadencji PRL
- Andrzej Bondarewski (SD) – przewodniczący
- Marek Bartosik (PZPR) – zastępca przewodniczącego
- Jan Błachnio (UChS) – zastępca przewodniczącego
- Paweł Łączkowski (Niez) – zastępca przewodniczącego
- Wojciech Mojzesowicz (PSL) – zastępca przewodniczącego[13]